# Kjeld Hansen
 Der er flere personer med dette navn, se Kjeld Hansen (flertydig).
Kjeld Hansen (født 15. juni 1951 i Faxe) var fra 1996 til 2011 borgmester i Herlev Kommune, valgt for Socialdemokraterne.
Kjeld Hansen er opvokset i Næstved. Han blev uddannet akedemiingeniør i 1975 og ansat i Hovedstadsrådets miljøafdeling i 1976. I 1982 blev han kontorchef i Miljøministeriet.
Det politiske engagement begyndte i 1984, da han blev bestyrelsesmedlem i Socialdemokratiet i Herlev. I 1986 blev han valgt til kommunalbestyrelsen, hvor han blev formand for Teknisk Udvalg. Han blev 2. viceborgmester i 1990, 1. viceborgmester i 1994 og borgmester 1. maj 1996.
Han har desuden en lang række tillidsposter bag sig. I 1982 var han formand for Herlev og Hjortespring Kollegium og i 1996-2002 var han formand for FKKA's Social- og Handicapudvalg. Han var 1998-2001 formand for Taxanævnet og fra 2003-2006 formand for Kommunekontaktrådet. Samme periode var han formand for KL's Løn- og Personaleafdeling. Siden 1998 har han desuden været formand for Hovedstadsområdets Vandsamarbejde.
I 2011 meddelte Kjeld Hansen, at han på grund af sin alder ville trække sig som borgmester i Herlev senest ved udgangen af november.

## Kommunalreforms-kontroversen
Da kommunalreformen blev vedtaget i 2003, var det ikke helt fastsat hvor grænsen for tvungen sammenlægning skulle gå. En ting var dog sikkert. Det vaklede imellem 20.000 og 30.000 indbyggere. Der boede på dette tidspunkt 27.000 i Herlev Kommune. Da blev Herlev-borgerne bekymrede, for de ville jo være selvstændige ligesom ved adskillelsen i 1909. Kjeld Hansen foreslog derfor, at man kunne snuppe en smule af en anden kommune – nemlig Mørkhøj, der lå i Gladsaxe Kommune, men som dog hørte under postdistrikt 2730 ligesom Herlev. Kjeld Hansen skrev i den lokale avis, at Mørkhøj lå på "den forkerte side af Hillerødmotorvejen". Det vakte forargelse i Mørkhøj og i det øvrige Gladsaxe, bl.a. fordi Gladsaxes nyvalgte borgmester, Karin Søjberg Holst, boede i netop Mørkhøj. Indenrigs- og Sundhedsministeriets endte dog med at fastlægge en grænse på minimum 20.000 indbyggere.